# Nobi (filme)
Nobi (野火) (bra: Fogos na Planície) é um filme japonês de 1959, do gênero drama bélico, dirigido por Kon Ichikawa, com roteiro de Natto Wada baseado no romance homônimo de Shōhei Ōoka.
Rebatizado em inglês como Fires on the Plain, foi selecionado como representante do Japão à edição do Oscar 1960, organizada pela Academia de Artes e Ciências Cinematográficas.[carece de fontes?]

## Sinopse
Durante a ocupação japonesa das Filipinas, o soldado Tamura, fraco e debilitado, é dispensado por seu comandante porque não havia comida suficiente para os soldados. Assim começa sua jornada por um país desconhecido cuja língua ele não fala e é tratado como inimigo.

## Elenco
| Ator                | Papel         |
| ------------------- | ------------- |
| Eiji Funakoshi      | Tamura        |
| Osamu Takizawa      | Yasuda        |
| Mickey Curtis       | Nagamatsu     |
| Mantaro Ushio       | Sargento      |
| Kyu Sazanaka        | Médico        |
| Yoshihiro Hamaguchi | Oficial da FA |
| Asao Sano           | Soldado       |
| Masaya Tsukida      | Soldado       |
| Hikaru Hoshi        | Soldado       |